# ويليام برون (سياسي)
غيوم ماري آن برون، الكونت الأول برون (13 مارس 1764 - 2 أغسطس 1815) قائد عسكري فرنسي، ومارشال الإمبراطورية، وشخصية سياسية خدم خلال حروب الثورة الفرنسية والحروب النابليونية.